# Disphragis sylvia
Disphragis sylvia is een vlinder uit de familie van de tandvlinders (Notodontidae). De wetenschappelijke naam van de soort is, als Heterocampa sylvia, voor het eerst geldig gepubliceerd in 1904 door William Schaus.

## Type
- syntypes: "males"
- instituut: USNM Smithsonian Institution, Washington, U.S.A.
- typelocatie: "Brazil, Paraná, Castro"